# Минусинский округ (Сибирский край)
Минусинский округ — административно-территориальная единица Сибирского края, существовавшая в 1925—1930 годах.
Минусинский округ в соответствии с постановлением Президиума ВЦИК от 25 мая 1925 о создании Сибирского края был образован 9 декабря 1925 года из Минусинского уезда Енисейской губернии. Центром округа был назначен город Минусинск. Округ был разделён на 8 районов:
- Абаканский район. Центр — село Абаканское
- Бейский район. Центр — село Бейское
- Ермаковский район (Ленинский). Центр — село Ермаковское
- Идринский район. Центр — село Идринское
- Каратузский район. Центр — село Каратуз
- Курагинский район. Центр — село Курагино
- Минусинский район. Центр — город Минусинск
- Усинский район. Центр — село Верхне-Усинское

30 июля 1930 Минусинский округ, как и большинство остальных округов СССР, был упразднён. Его районы отошли в прямое подчинение Западно-Сибирского края.
Население округа в 1926 году составляло 317,5 тыс. человек. Из них русские — 78,8 %; украинцы — 8,6 %; мордва — 3,7 %; белорусы — 3,2 %.